# Palau de Peterhof
El palau de Peterhof són una sèrie de palaus i jardins situats a la ciutat de Peterhof, a la riba meridional del Golf de Finlàndia, a uns 29 km de Sant Petersburg, encarregat per Pere el Gran com a resposta directa al palau de Versalles de Lluís XIV a França. Plantejat originalment el 1709 com un habitatge rural, Pere el Gran va intentar ampliar la propietat com a resultat de la seva visita a la cort reial francesa el 1717, inspirant el sobrenom d'«El Versalles rus». Entre 1714 i 1728 l'arquitecte va ser Domenico Trezzini, i l'estil que va emprar es va convertir en la base del barroc petrí, l'estil afavorit a tot Sant Petersburg. També el 1714, Jean-Baptiste Alexandre Le Blond, probablement escollit a causa de les seves col·laboracions anteriors amb el paisatgista de Versalles André Le Nôtre, va dissenyar els jardins. Francesco Bartolomeo Rastrelli va completar una expansió de 1747 a 1756 per a Isabel de Rússia.
El conjunt monumental del palau i el jardí de la ciutat de Petrodvorets i el seu centre històric forma part, amb el codi 540-017, del lloc Patrimoni de la Humanitat anomenat «Centre històric de Sant Petersburg i conjunts monumentals annexos». El centre del conjunt el constitueix el Gran Palau, que està construït en la terrassa marítima i és d'estil barroc. Destaquen els seus parcs i fonts. Fins a la Revolució d'Octubre de 1917, Peterhof va ser residència dels tsars. L'any 1918 es va transformar en museu.

## Antecedents
La conclusió de la Gran Guerra del Nord va comportar el Tractat de Nystad l'any 1721, en el qual l'Imperi Suec cedia part del seu territori en el mar Bàltic al Tsarat de Rússia. Pere el Gran ja havia començat la construcció de la seva nova capital, Sant Petersburg, l'any 1703 després de conquerir amb èxit províncies sueques de la costa oriental. Aquesta ubicació va dotar l'Imperi Rus d'un accés al mar Bàltic a través del riu Nevà fins al golf de Finlàndia. L'illa de Kotlin i la seva fortalesa Kronstadt al nord-est de Sant Petersburg es van convertir en una gran porta i en un port comercial important, a causa de la poca profunditat que hi ha a prop de la ciutat.
Durant el segle xviii, Pere I va construir i va ampliar el palau de Peterhof com a part del seu pla d'occidentalització i modernització de Rússia.

### Palau Monplaisir (1714–1723)
L'any 1714, Pere va començar la construcció del palau Monplaisir (del francès: 'el meu delit') basat en els seus propis esbossos. No només va dissenyar l'exterior i l'interior del palau, sinó també els elements decoratius. Basat en l'estil holandès, va ser la residència estival de Pere (no s'ha de confondre amb el seu palau d'Estiu), que utilitzaria cada vegada que realitzés viatges a Europa a través del port de Kronstadt. Pere va penjar de les parets del seu palau pintures que va portar d'Europa. En el palau, situat en una cantonada de cara al mar, Pere va crear el seu Estudi Marítim, des del qual podia observar l'illa de Kronstadt a occident i Sant Petersburg a orient. Posteriorment, va ampliar el recinte per incloure un immens recinte palatí i de jardins terra endins, seguint el model del palau de Versalles que es convertiria en el palau de Peterhof. El primer disseny va ser realitzat per l'arquitecte francès Jean-Baptiste Le Blond.

## Història

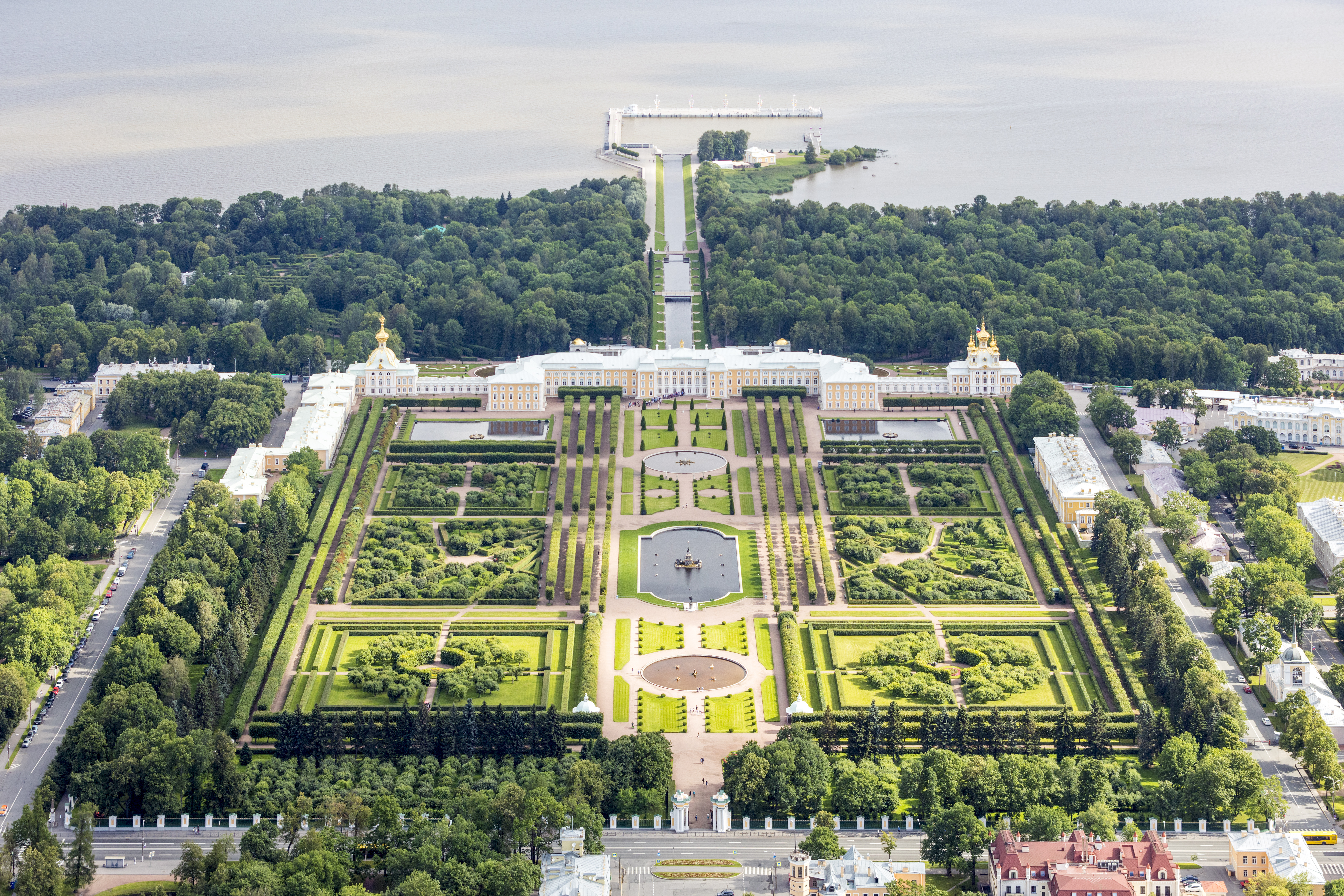
Vista aèria del complex palatí

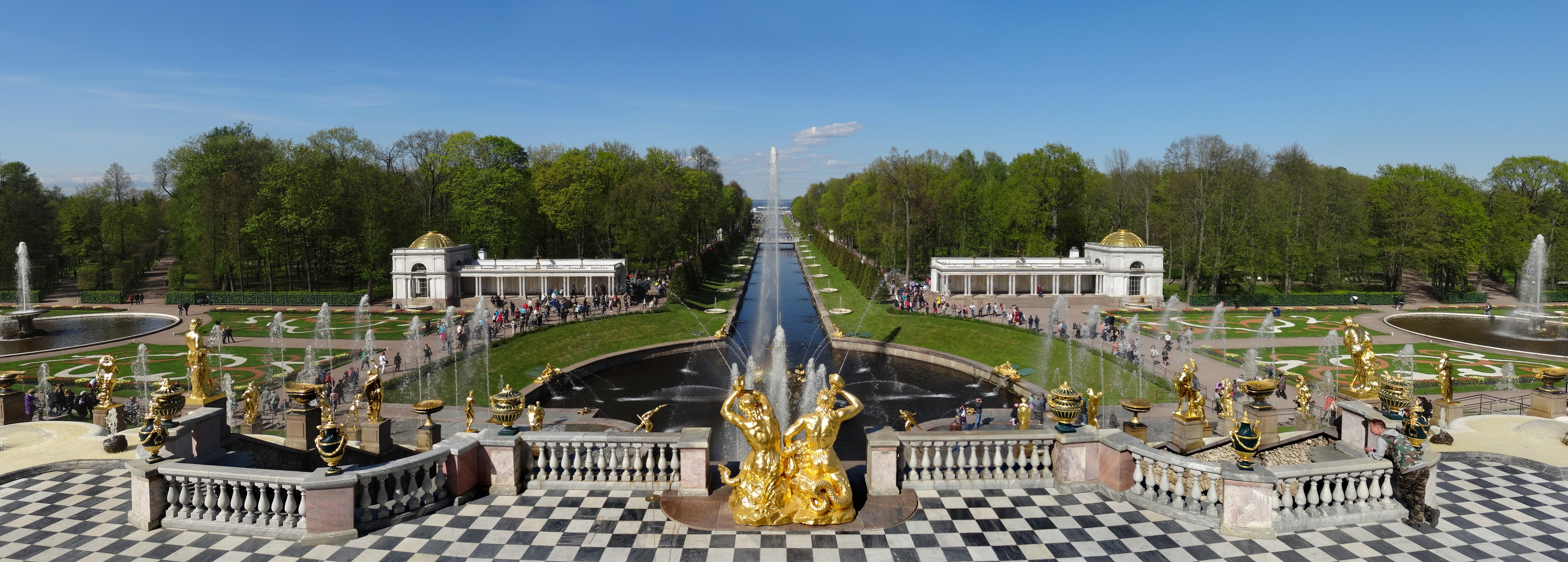
La font de Samsó i el canal del Mar

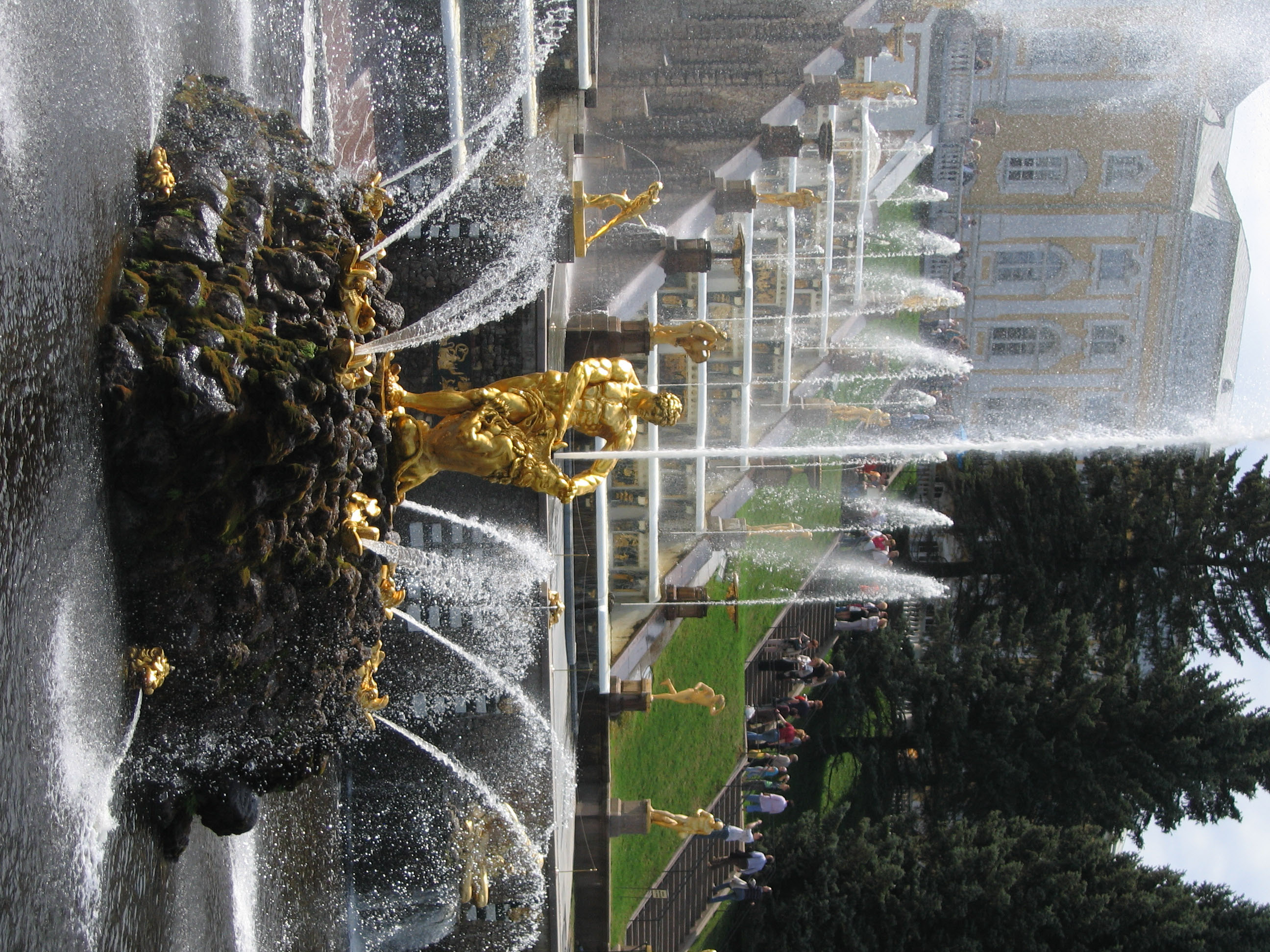
Samsó i el lleó, obra de Mikhaïl Kozlovski

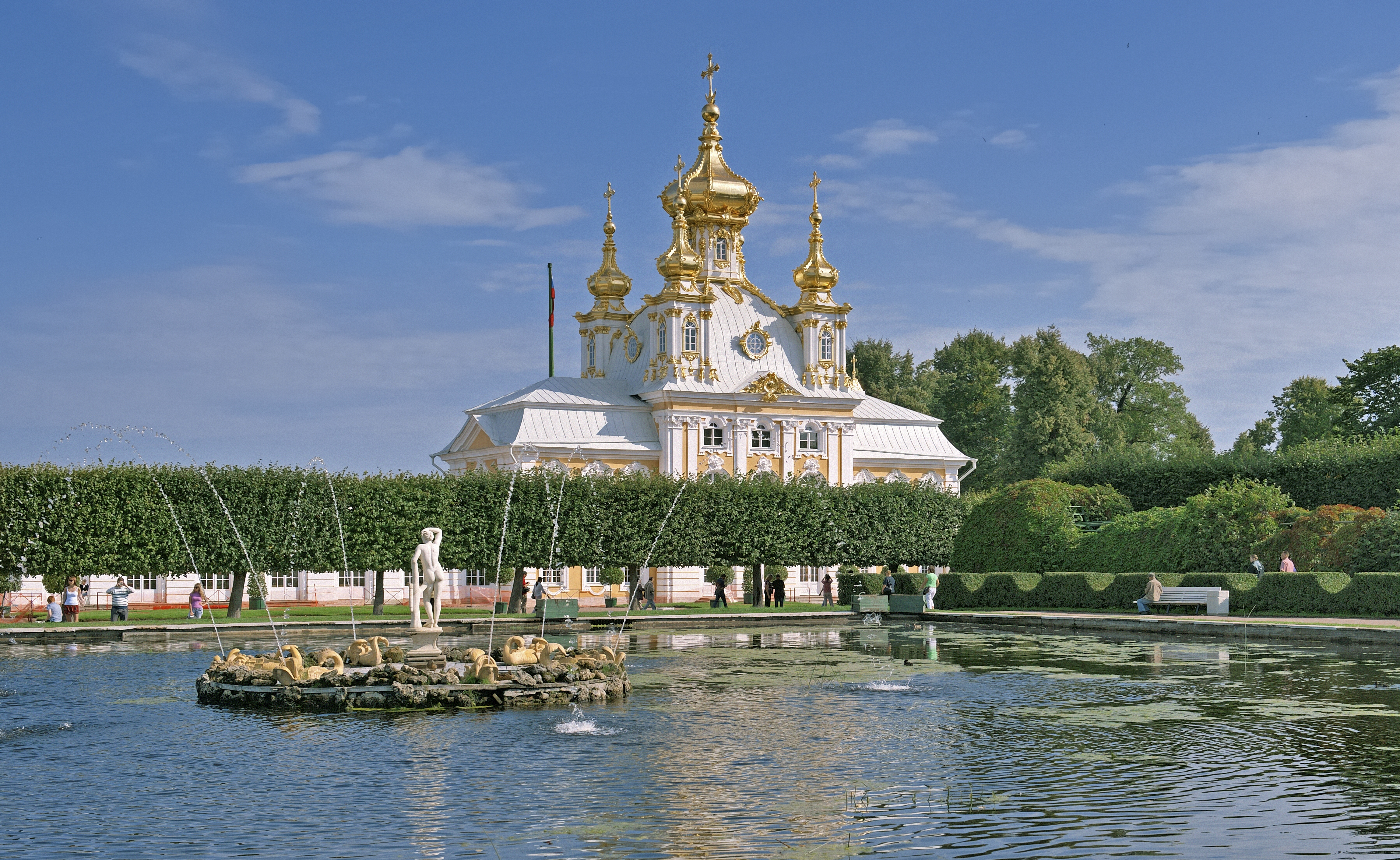
Capella del Gran Palau

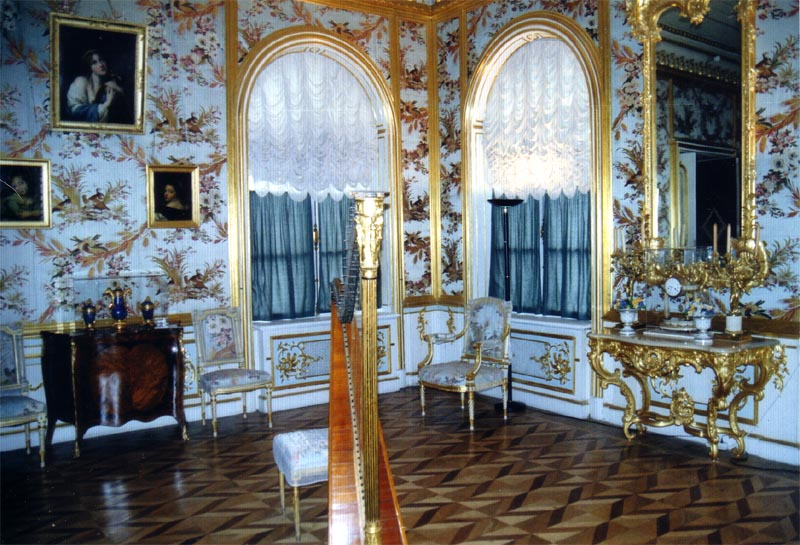
Interior d'estil francès

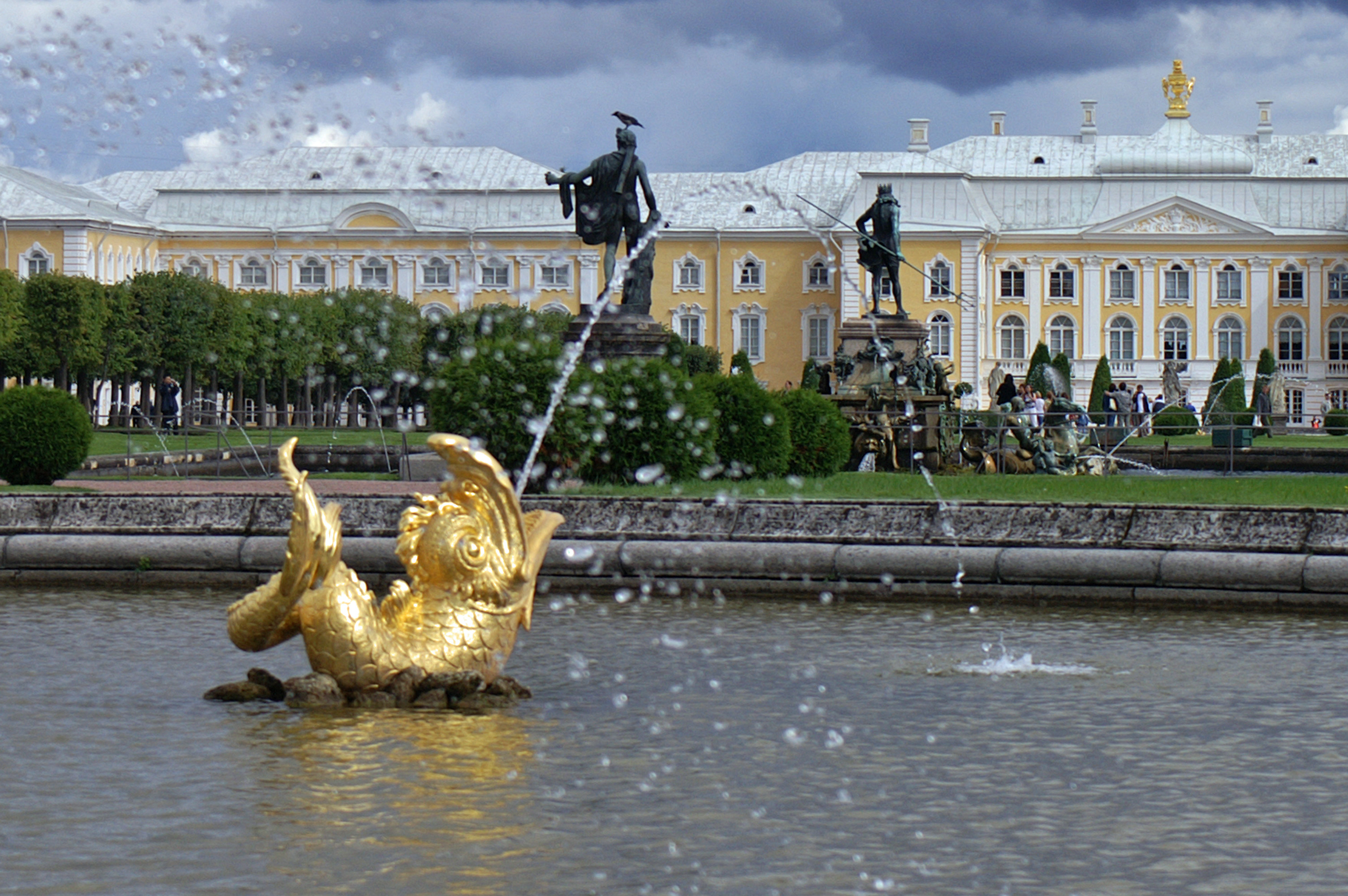
El jardí de Dalt de Peterhof

A principis del segle xviii, el palau original de Peterhof diferia bastant del seu aspecte actual. Moltes de les fonts encara no havien estat instal·lades i el parc Aleksandria i el jardí de Dalt encara no existien. En el seu lloc hi havia horts de verdures i els seus respectius safaretjos. La font de Samsó i el seu gran pedestal tampoc estaven instal·lats al canal, que s'utilitzava com a gran entrada marítima cap al complex palatí.
Potser el canvi més representantiu en el disseny de Pere I va ser la concepció del Gran Palau com a peça central i prominent. Originalment se'l va anomenar palau de Dalt i era una mica més gran que la resta d'estructures del complex. L'afegit de les ales, realitzades entre 1745 i 1755, va ser un dels molts projectes de l'arquitecte italià Bartolomeo Rastrelli que va finançar Isabel I de Rússia. Així mateix, la Gran Cascada es va decorar en abundància comparada amb l'aspecte original. Fins a ben entrat el segle xix, es van anar ampliant les fonts originals i se'n van afegir de noves.

### Ocupació nazi (1941-1944)
Peterhof, com Tsàrskoie Seló, va ser ocupat per les tropes nazis l'any 1941, que la van mantenir en el seu poder fins al 1944. Únicament van transcórrer uns pocs mesos entre la invasió alemanya de la Unió Soviètica i l'aparició de l'Exèrcit alemany, per la qual cosa els treballadors amb prou feines van poder salvar una part dels tresors del palau i les fonts. Va haver un intent de desmantellar i enterrar les escultures de les fonts, però la majoria es van mantenir en el seu lloc.
El 23 de setembre de 1941 les tropes alemanyes van ocupar Peterhof. Dues setmanes després, les tropes soviètiques van intentar reconquerir la població i van bloquejar les carreteres amb un desembarcament naval. 510 marines de la Flota del Bàltic van desembarcar al parc Aleksandria, però es van trobar amb armes de gran potència alemanyes. El comandant de l'operació va ser assassinat i les tropes que van desembarcar es van desorganitzar; una de les embarcacions es va enfonsar i una altra va desaparèixer. Malgrat els intents soviètics per cobrir les forces armades fins a Kronstadt, van ser ràpidament derrotats ja que no tenien enllaços amb les tropes i per la intensitat de l'artillera alemanya (només un marine va poder ser rescatat a l'aigua). L'operació de desembarcament a Peterhof va suposar un fracàs i les tropes van ser envoltades, alguns fins i tot van arribar fins al parc de Baix abans de ser derrotats. Els últims focus de resistència van aguantar fins al 7 d'octubre, quan els alemanys van alliberar gossos en els jardins per trobar als marines amagats. L'any 1980 es va aixecar un memorial prop del moll del parc de Baix.

### Reinauguració (1945-actualitat)
Les forces de l'Exèrcit alemany van destruir Peterhof a gran escala. Moltes de les fonts van desaparèixer i van fer explotar part del palau, deixant-lo en flames. Les obres de restauració es van dur a terme just al final de la Segona Guerra Mundial. El parc de Baix va ser reobert al públic l'any 1945. Des de 1946 les fonts s'estan reconstruint de memòria, com la font de Samsó, que va ser robada per les tropes alemanyes. L'any 1952 es va començar a reconstruir el Gran Palau. L'any 1964 van quedar obertes al públic les sales del museu. El nom es va canviar a «Petrodvorets» ('palau de Pere') l'any 1944 a causa del sentiment anti-germànic de la postguerra; encara que el govern postsoviètic rus va reinstaurar el nom original l'any 1997. Al 2003, Sant Petersburg va celebrar el seu 300 aniversari i es van restaurar moltes estances i escultures.
Peterhof es va construir com una celebració de Rússia després d'aconseguir una sortida al mar Bàltic, en un moment en què Pere el Gran s'expandia també cap al litoral del mar Negre. Per tant, Peterhof commemora l'expansió imperial i posterior modernització russa. A l'interior del palau es poden observar pintures de batalles navals del pintor Ivan Aivazovski.

## Elements del conjunt
La característica dominant de Peterhof és que es troba a amb prou feines 16 metres sobre el nivell del mar, en un penya-segat i a menys de 100 metres de la costa. L'anomenat parc de Baix (Ни́жний парк, Nijni park), amb una grandària de 1,02 km², ocupa la major part del complex palatí i se situa entre el penya-segat i la costa. La major part de les fonts de Peterhof se situen aquí, a més de petites edificacions i unes altres d'annexes. A l'est del parc de Baix es troba el parc Aleksandria, que alberga edificis d'estil neogòtic del segle xix com la capella.
En la part més alta del cingle, enmig del parc de Baix, es troba el Gran Palau (Большо́й дворе́ц, Bolхoi dvorets). Al sud es troba el jardí de Dalt (Ве́рхний сад, Verkhni sad). Més a baix del palau es troba la Gran Cascada (Большо́й каска́д, Bolxoi kaskad) que, junt amb el palau, formen la part central del complex. Als seus peus comença el canal del Mar (Морско́й кана́л, Morskoi kanal), un dels safaretjos més extensos del Barroc, que divideix el parc de Baix.

### La Gran Cascada i la font de Samsó

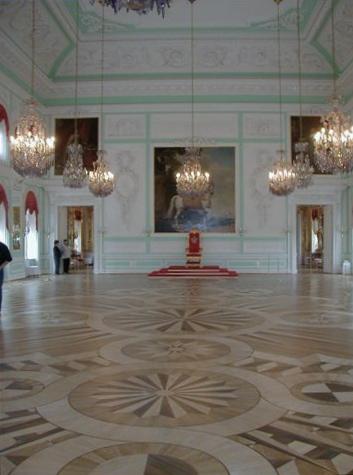
El Saló del Tron

La Gran Cascada es va influenciar en la cascada construïda per Lluís XIV en el seu castell de Marly, que també es troba commemorada en una de les dependències annexes del parc.
Al centre de la cascada es troba una cova que alberga un modest museu de la història de les fonts. Les fonts de la Gran Cascada se situen sota la cova i als seus costats. Existeixen 64 fonts, les aigües de les quals flueixen cap a un safareig semicircular que acaba al canal del Mar. En els anys 1730, la font de Samsó estava situada en aquest safareig, representant el moment en el qual Samsó obre les gorges d'un lleó, una metàfora de la victòria russa en la Gran Guerra del Nord i el seu doble significat. El lleó apareix en l'escut de Suècia i una de les grans victòries de la guerra per a Rússia va ocórrer durant el Dia de Samsó. De la boca del lleó es dispara un doll d'aigua que arriba als 20 metres d'altura, la més alta de Peterhof. Aquesta obra mestra va ser realitzada per Mikhaïl Kozlovski i va ser espoliada pels nazis durant la Segona Guerra Mundial, per la qual cosa es va instal·lar una rèplica l'any 1947.
Probablement el major assoliment tecnològic de Peterhof és que totes les fonts funcionen sense l'ús de bombes hidràuliques. L'aigua arriba des de deus naturals i els estanys del parc de Baix, inclosa la Gran Cascada. L'aigua de la font de Samsó és proveïda per un aqüeducte singular, de més de 4 quilòmetres de longitud.

### El parc de Baix
Els espais del parc de Baix van ser dissenyats en l'estil francès del segle xvii. Tot i que han crescut arbres en abundància, s'han fet restauracions als espais vegetals per recuperar el seu aspecte original. Les fonts mostren una gran creativitat en el seu disseny, com és el cas de la font denominada El Sol, en què un disc irradia aigua creant una imatge de rajos solars i tota l'estructura gira sobre el seu eix vertical, per la qual cosa la direcció del «Sol» està constantment canviant.
El mateix cingle que permet l'existència de la Gran Cascada també alberga dues altres cascades molt diferents. A l'oest es troba la muntanya Daurada (Золота́я гора́, Zolotaia gorà), decorada amb estàtues de marbre que contrasten amb les figures daurades de la Gran Cascada; mentre que a l'est es troba la мuntanya d'Escacs (Ша́хматная гора́, Xàkhmatnaia gorà), en la qual una cascada cau en un tauler blanc i negre similar al dels escacs. Les fonts més prominents són les anomenades d'«Adam i Eva», que ocupen posicions simètriques en cadascun dels costats del canal del Mar.

### El Gran Palau
El més gran dels palaus de Peterhof llueix imponent en observar-se des del parc de Baix i el jardí de Dalt, tot i que en realitat té unes proporcions més modestes i no és gaire extens: alberga un total de trenta sales.
La Sala de Çeşme està decorada amb dotze grans pintures de la Batalla de Çeşme, una batalla naval que hi va haver durant la guerra russo-turca que va acabar amb la victòria russa l'any 1770. Aquestes obres van ser realitzades per l'artista alemany Jacob Philipp Hackert entre 1771 i 1773. Les primeres valoracions criticaven l'efecte gens realista dels vaixells explotant. Caterina II va ajudar a l'artista explotant una fragata en el port de Liorna, Itàlia, ja que Hackert mai havia vist una batalla naval en primera persona. El pintor alemany tampoc no havia estudiat les posicions russa i turca durant la batalla, per la qual cosa les escenes representades són bastant fantasioses, malgrat que mostren amb gran dramatisme la destrucció naval.
Les estances d'estil xinès van ser construïdes entre 1766 i 1769 per albergar objectes decoratius importats d'Orient. Les parets es van decorar seguint patrons d'estil oriental i realitzats per artesans russos amb pintures de paisatges xinesos. La denominada Sala de les Pintures es troba al centre del palau i està decorada amb 368 pintures, la majoria representen figures femenines, de diferent aparença i edat, tot i que totes corresponen a la mateixa model. Les obres van ser comprades l'any 1764 a la vídua de l'artista italià Pietro Antonio Rotari, que va morir a Sant Petersburg.

### Altres edificis
El Gran Palau no és l'únic edifici històric de Peterhof. Els palaus de Monplaisir i Marli, així com el pavelló conegut com l'Hermitage, es van erigir durant la fase inicial de Peterhof durant el regnat de Pere el Gran. El parc de Baix també alberga grans hivernacles, així com al parc Aleksandria es troba al palau de Nicolau I.